# Vedro Polje (Sunja)
Vedro Polje falu Horvátországban, Sziszek-Monoszló megyében. Közigazgatásilag Sunjához tartozik.

## Fekvése
Sziszek városától légvonalban 21, közúton 27 km-re délkeletre, községközpontjától  1 km-re délkeletre, a Sunja-mező északi szélén fekszik. 

## Története
A térség török alóli felszabadítása után keletkezett, miután a 17. század végétől birtokosai boszniai horvátokkal betelepítették be. A falu 1773-ban az első katonai felmérés térképén „Dorf Szekulichy” néven szerepel. Lipszky János 1808-ban Budán kiadott repertóriumában „Szekuliche” a neve. Nagy Lajos 1829-ben kiadott művében ugyancsak „Szekuliche” néven 13 házzal és 89 lakossal szerepel. A településnek 1857-ben 96, 1910-ben 156 lakosa volt. Zágráb vármegye Kostajnicai járásához tartozott. A délszláv háború előtt lakosságának 68%-a horvát nemzetiségű volt. 1991. június 25-én a független Horvátország része lett. A délszláv háború idején a település a Sunja városa körüli horvát védelmi vonalhoz közel esett, emiatt súlyos károkat szenvedett, de horvát kézen maradt. A településnek 2011-ben 119 lakosa volt.

## Népesség
| Lakosság változása | Lakosság változása | Lakosság változása | Lakosság változása | Lakosság változása | Lakosság változása | Lakosság változása | Lakosság változása | Lakosság változása | Lakosság változása | Lakosság változása | Lakosság változása | Lakosság változása | Lakosság változása | Lakosság változása | Lakosság változása |
| ------------------ | ------------------ | ------------------ | ------------------ | ------------------ | ------------------ | ------------------ | ------------------ | ------------------ | ------------------ | ------------------ | ------------------ | ------------------ | ------------------ | ------------------ | ------------------ |
| 1857               | 1869               | 1880               | 1890               | 1900               | 1910               | 1921               | 1931               | 1948               | 1953               | 1961               | 1971               | 1981               | 1991               | 2001               | 2011               |
| 96                 | 109                | 113                | 135                | 139                | 156                | 180                | 171                | 166                | 158                | 211                | 190                | 172                | 161                | 115                | 119                |